# Liste der Biografien/Vio
Liste der Biografien |
Portal Biografien |
Personensuche
# |
A |
B |
C |
D |
E |
F |
G |
H |
I |
J |
K |
L |
M |
N |
O |
P |
Q |
R |
S |
T |
U |
V |
W |
X |
Y |
Z |
?
 
Va |
Vd |
Ve |
Vh |
Vi |
Vj |
Vl |
Vn |
Vo |
Vr |
Vs |
Vt |
Vu |
Vy
 
Via |
Vib |
Vic |
Vid |
Vie |
Vif |
Vig |
Vih |
Vii |
Vij |
Vik |
Vil |
Vim |
Vin |
Vio |
Vip |
Viq |
Vir |
Vis |
Vit |
Viu |
Viv |
Vix |
Viy |
Viz
Die Liste der Biografien führt alle Personen auf, die in der deutschsprachigen Wikipedia einen Artikel haben. Dieses ist eine Teilliste mit 80 Einträgen von Personen, deren Namen mit den Buchstaben „Vio“ beginnt.

## Vio
- Vio, Beatrice (* 1997), italienische Rollstuhlfechterin, spezialisiert auf Florett
- Vio, Betty (1806–1872), italienisch-österreichische Sängerin (Soubrette, Sopran)
- Vio, Erich (1910–1999), Dichter und Arzt

### Viof
- Vioff, Udo (1932–2018), deutscher Schauspieler

### Vioh
- Viohl, Joachim (* 1933), deutscher Zahnarzt und Hochschullehrer

### Viol
- Viol, Maria Walburga (1571–1641), Schweizer Äbtissin der Benediktinerinnen
- Viol, Wilhelm (1817–1874), deutscher Augenarzt und Musikschriftsteller
- Viöl, Wolfgang (* 1959), deutscher Physiker und Hochschullehrer
- Viola (* 1969), brasilianischer Fußballspieler
- Viola di Campalto, Guido (1883–1947), italienischer Diplomat
- Viola Elisabeth von Teschen (1290–1317), Königin von Böhmen und Ungarn
- Viola i Valentí, Anselm (1738–1798), katalanischer Musikpädagoge und Komponist
- Viola, Al (1919–2007), US-amerikanischer Musiker
- Viola, Alfredo (1893–1972), uruguayischer Geistlicher, Bischof von Salto
- Viola, Ambrosio, italienischer römisch-katholischer Bischof
- Viola, Bill (1951–2024), amerikanischer Video- und InstallationskünstlerBill Viola (1951–2024)

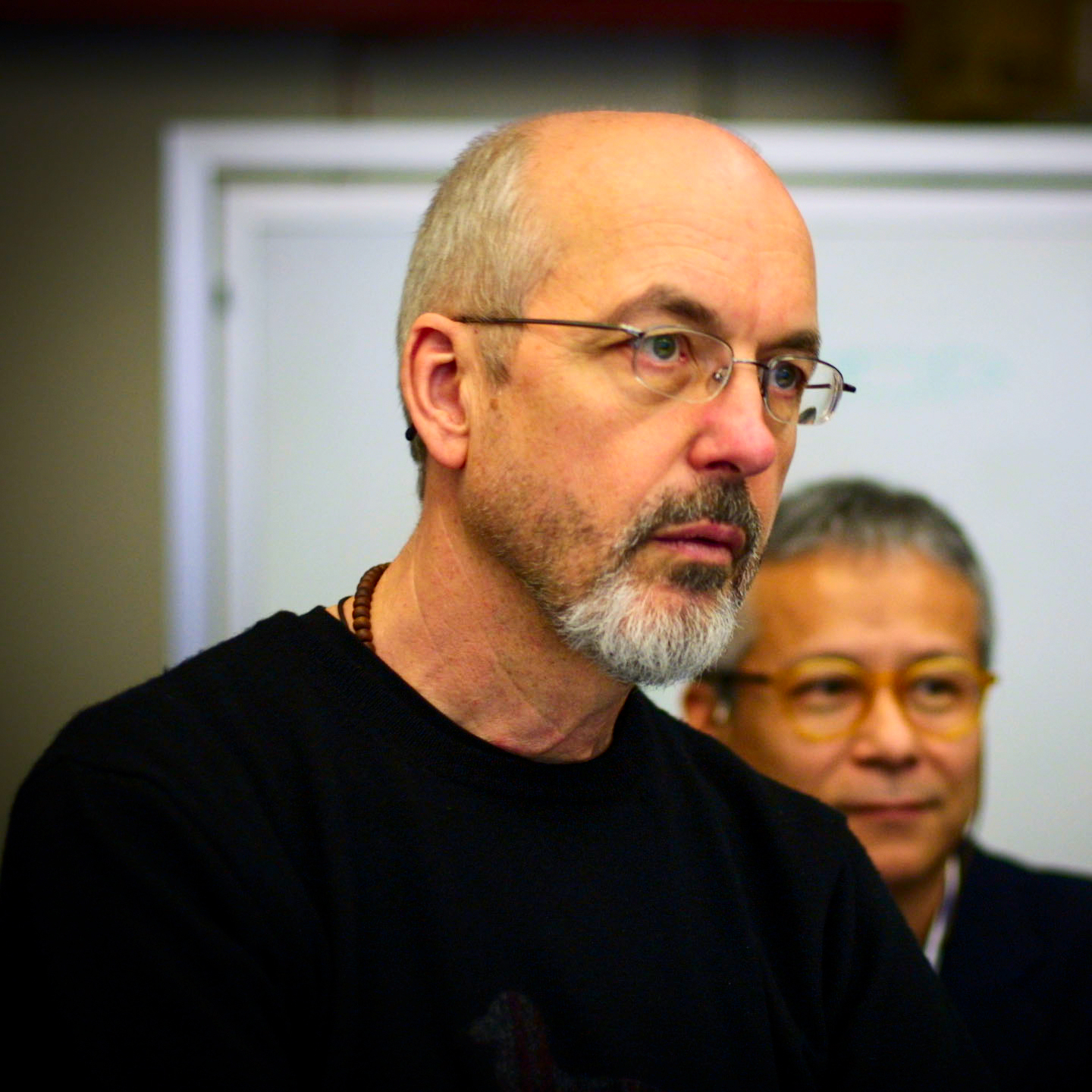
Bill Viola (1951–2024)

- Viola, Braz da (* 1961), brasilianischer Musiker, Gitarrenbauer, Dirigent und Lehrer
- Viola, Brittany (* 1987), US-amerikanische Wasserspringerin
- Viola, Carlo Maria (1855–1925), italienischer Geologe, Bergbauingenieur und Mineraloge
- Viola, Cesare Giulio (1886–1958), italienischer Dramatiker, Roman- und Drehbuchautor
- Viola, Cosima (* 1988), deutsche SchauspielerinCosima Viola (* 1988)

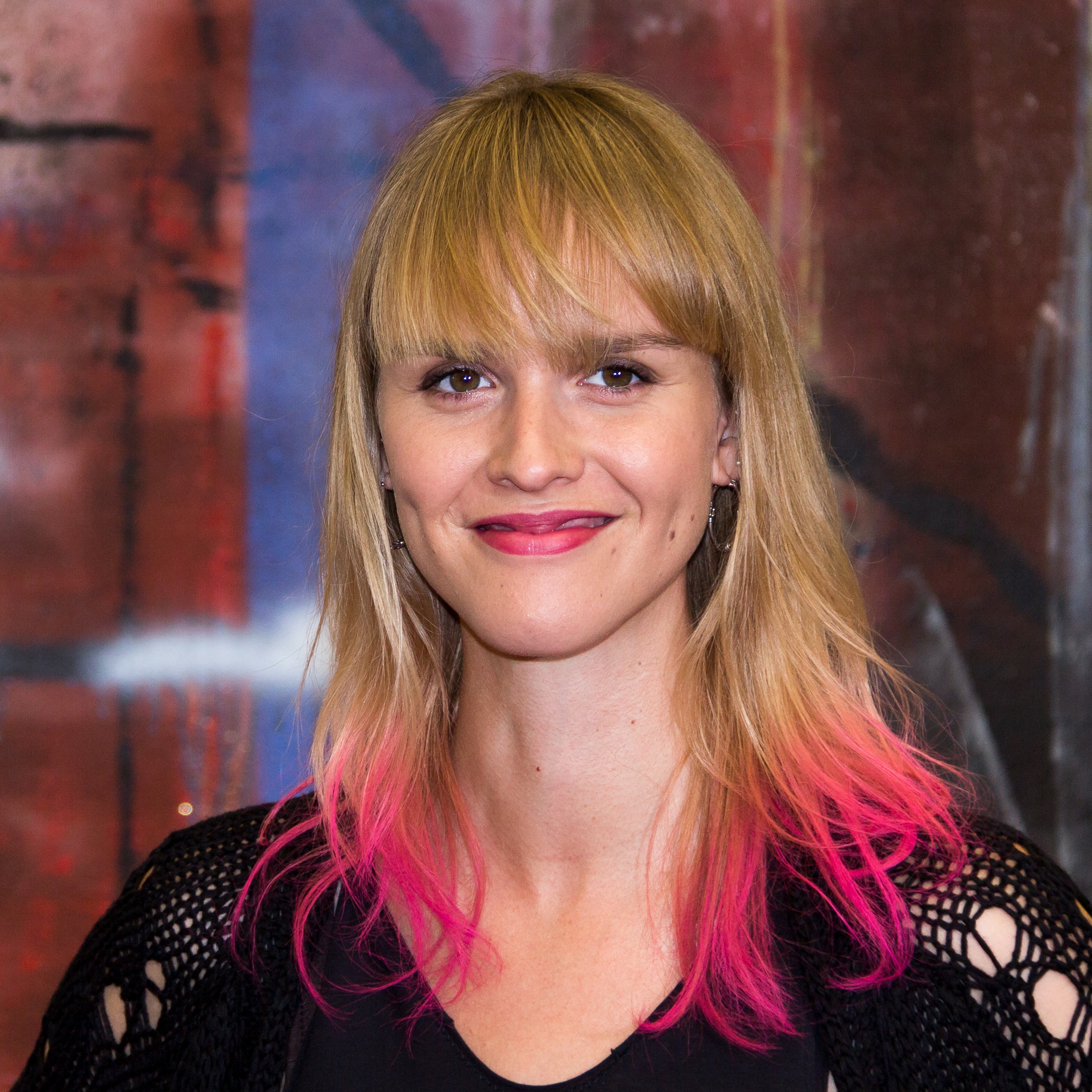
Cosima Viola (* 1988)

- Viola, Franca (* 1948), italienisches Vergewaltigungsopfer und Ikone der Frauenbewegung Italiens
- Viola, Frank (* 1964), evangelikaler Theologe, Autor und Unternehmer
- Viola, Gioele (* 1995), deutscher Schauspieler
- Viola, Giovanni (1926–2008), italienischer Fußballspieler
- Viola, Giulia (* 1991), italienische Leichtathletin
- Viola, Joe (1920–2001), US-amerikanischer Jazzsaxophonist und -oboist
- Viola, József (1896–1949), ungarischer Fußballspieler und -trainer
- Viola, Lora Anne, amerikanische Politologin und Professorin an der Freien Universität Berlin
- Viola, Luigi (1851–1924), italienischer Klassischer Archäologe
- Viola, Lynne (* 1955), US-amerikanische Historikerin
- Viola, Manuel (1916–1987), spanischer abstrakter Maler
- Viola, Matteo (* 1987), italienischer Tennisspieler
- Viola, Paulinho da (* 1942), brasilianischer Musiker, Sänger und Komponist
- Viola, Roberto, italienischer EU-Beamter und Generaldirektor
- Viola, Roberto Eduardo (1924–1994), argentinischer Diktator
- Viola, Romano (* 1941), italienischer Politiker (Südtirol)
- Viola, Vittorio Francesco (* 1965), italienischer Ordensgeistlicher, römisch-katholischer Kurienerzbischof
- Violand, August (1750–1811), deutscher Komponist
- Violand, Ernst Franz Salvator von (1818–1875), österreichischer Revolutionär
- Violante Beatrix von Bayern (1673–1731), Gouverneurin von SienaViolante Beatrix von Bayern (1673–1731)

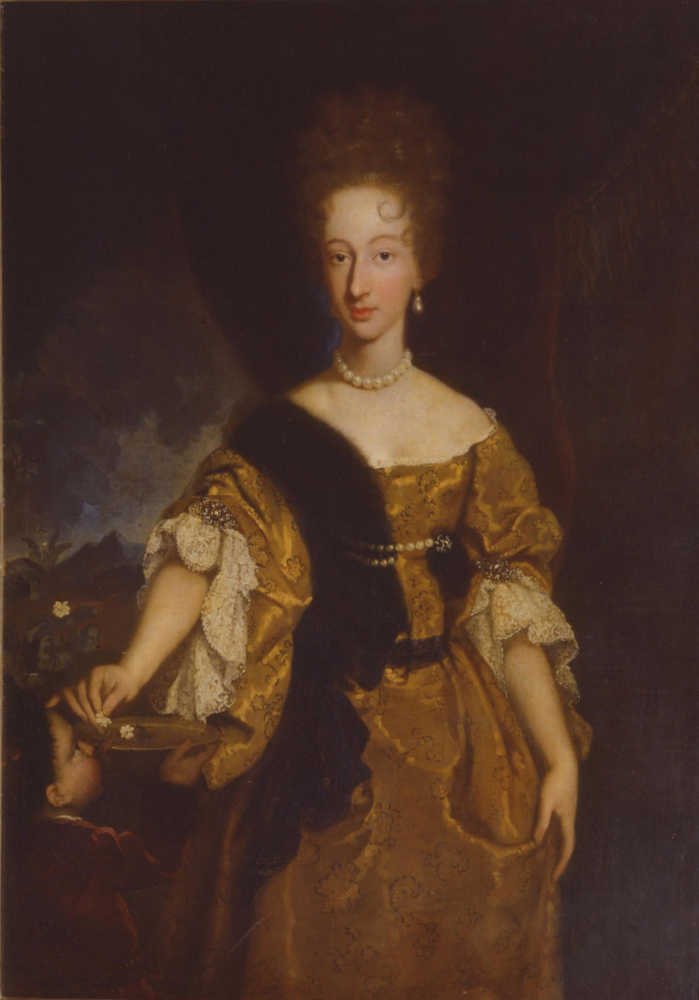
Violante Beatrix von Bayern (1673–1731)

- Violante von Aragón (1236–1301), Königin von Kastilien und deutsche Königin
- Violante von Bar (1365–1431), Königin von Aragón
- Violante, Cinzio (1921–2001), italienischer Historiker
- Violante, Luciano (* 1941), italienischer Politiker (PD), Mitglied der Camera dei deputati und Richter
- Violardo, Giacomo (1898–1978), italienischer Geistlicher, Kurienerzbischof und Kardinal der Römischen Kirche
- Violati, Fabrizio (1935–2010), italienischer Unternehmer, Autorennfahrer und Ferrari-Enthusiast
- Violet, Augustin (1799–1859), bayerischer Pädagoge, Taubstummenlehrer
- Violet, Bruno (1871–1945), deutscher evangelischer Theologe
- Violet, Jean (1917–2000), französischer Jurist und Geheimdienstmitarbeiter
- Violet, Tessa (* 1990), US-amerikanische Musikerin, Vloggerin und ehemaliges Model
- Violett, Phillip (* 1985), kanadischer Biathlet
- Violetta, Antonio (* 1953), italienischer Bildhauer
- Violette, Cyndy (* 1959), US-amerikanische Pokerspielerin
- Violette, Jean (1876–1964), Schweizer Schriftsteller
- Violi, David, US-amerikanischer Schauspieler
- Violier, Benoît (1971–2016), französisch-schweizerischer Koch
- Violin, Moriz (1879–1956), österreichisch-US-amerikanischer Pianist, Komponist und Klavierlehrer
- Violka, Simone (* 1968), deutsche Politikerin (SPD), MdB
- Viollat, Émile (1937–2012), französischer Skirennläufer
- Violle, Jules (1841–1923), französischer Physiker und Erfinder
- Violleau, Francis († 2000), französischer Polizist und Terrorismusopfer
- Viollet, Dennis (1933–1999), englischer Fußballspieler und -trainer
- Viollet-le-Duc, Eugène (1814–1879), französischer Architekt, Denkmalpfleger und KunsthistorikerEugène Viollet-le-Duc (1814–1879)

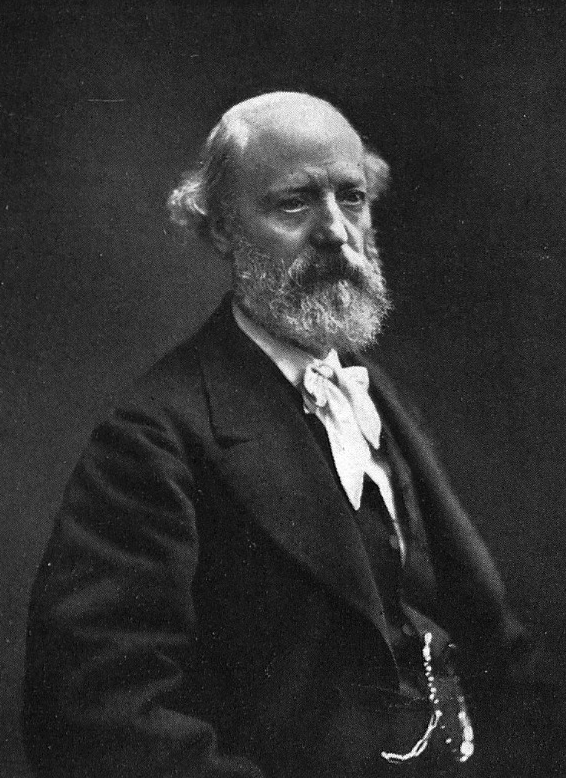
Eugène Viollet-le-Duc (1814–1879)

- Viollette, Maurice (1870–1960), französischer Jurist, Abgeordneter, Senator, Generalgouverneur und Minister
- Violo, Jeff, kanadischer Freestyle-Skisportler

### Viom
- Vioménil, Antoine du Houx de (1728–1792), französischer Militär

### Vion
- Vion, Michel (* 1959), französischer Skirennläufer
- Vionnet, Madeleine (1876–1975), französische Modedesignerin

### Vior
- Viorst, Judith (* 1931), US-amerikanische Autorin, Journalistin und Psychoanalytikerin

### Viot
- Viotta, Henri (1848–1933), niederländischer Dirigent und Musikwissenschaftler
- Viotti, Daniele (* 1974), italienischer Politiker (PD), MdEP
- Viotti, Giovanni Battista (1755–1824), italienischer Violinist und Komponist der Klassik
- Viotti, Jorge (* 1992), uruguayischer Fußballspieler
- Viotti, Lorenzo (* 1990), Schweizer DirigentLorenzo Viotti (* 1990)

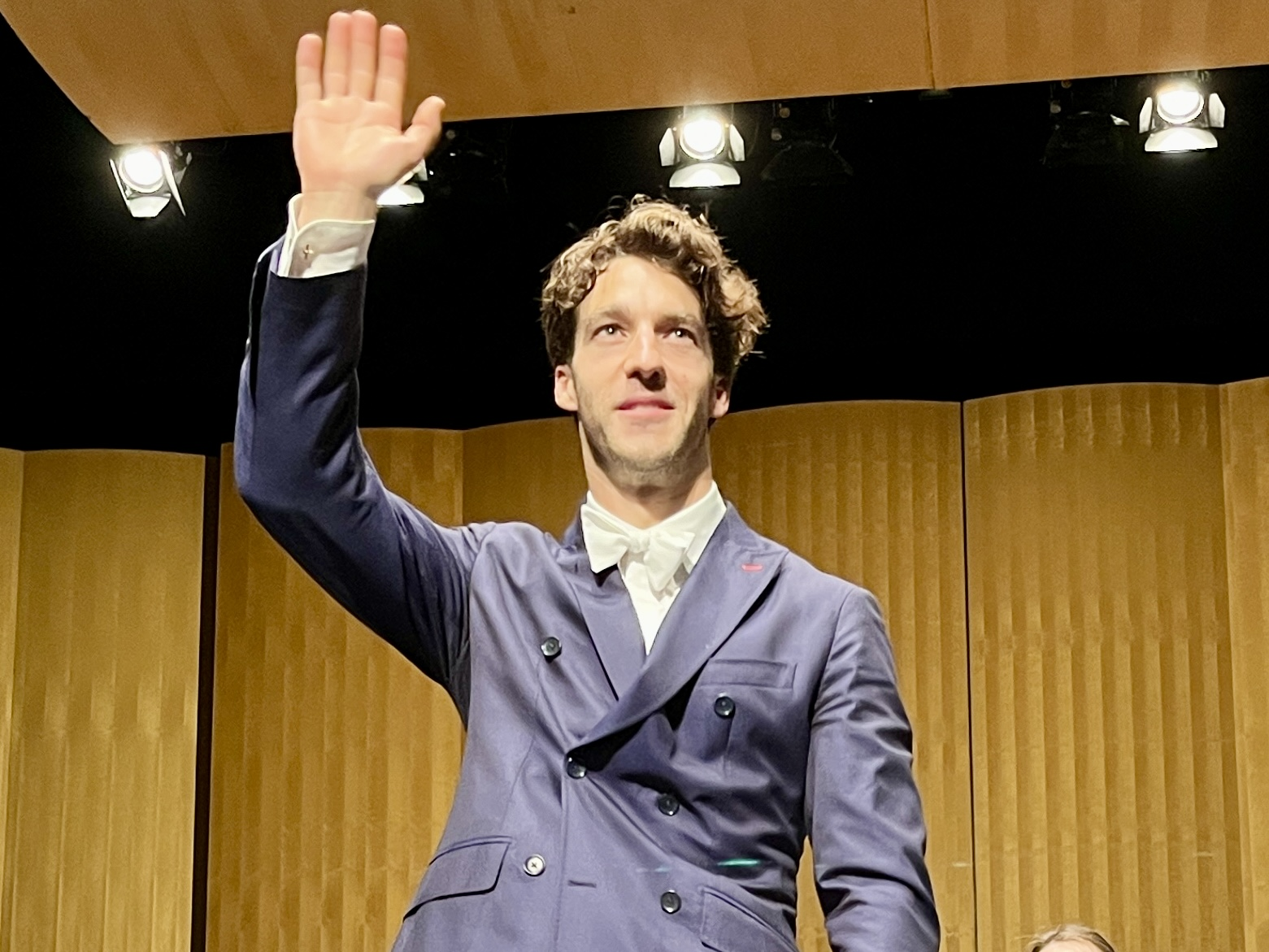
Lorenzo Viotti (* 1990)

- Viotti, Marcello (1954–2005), italienischer Dirigent
- Viotti, Maria Luiza Ribeiro (* 1954), brasilianische Diplomatin
- Viotti, Marina (* 1986), französisch-schweizerische Opernsängerin (Mezzosopran)
- Viotti, Patrizia (1950–1994), italienische Schauspielerin

### Vioz
- Viozzi, Giulio (1912–1984), italienischer Komponist, Pianist und Musikpädagoge